# Ugovizza

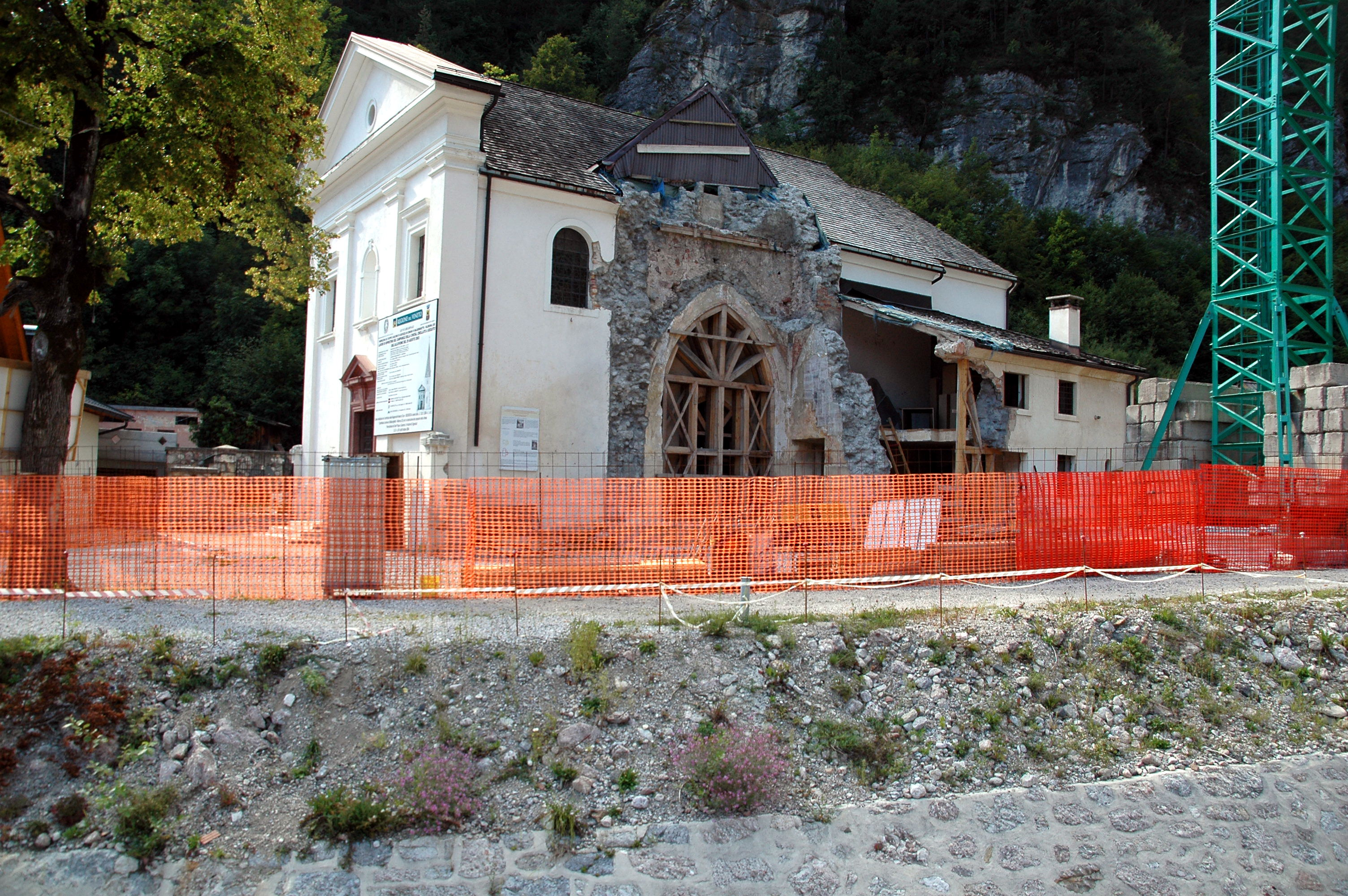
La chiesa come si presenta nel 2006, in seguito all'alluvione.

Ugovizza (in sloveno Ukve; in tedesco Uggowitz; in friulano Ugovize) è una frazione del comune di Malborghetto-Valbruna, nota località turistica estiva ed invernale. Si trova a 775 m in Val Canale, di cui è uno dei villaggi più antichi. La chiesa dei Santi Filippo e Giacomo aveva un interessante campanile a contrafforti, basso e massiccio, con bifore e coronato da un'alta cuspide, andato perduto nell'alluvione del 2003 abbattutasi in Val Canale; nell'interno sono venuti alla luce nel 1959 vari affreschi.

## Storia
Ugovizza il 7 agosto 1928 fu annessa a Malborghetto, nel comune di Malborghetto-Valbruna.
L'Esercito italiano usufruì di una caserma dedicata all'eroe caporal maggiore Solideo D'Incau che ospitava il Battaglione Alpini d'arresto "Val Tagliamento". La caserma venne chiusa alla fine del 2004 e smilitarizzata.